# Girolamo Gardini
Girolamo Gardini ist ein ehemaliger Geschäftsführer von Ferrari und war 1962 Mitbegründer von Automobili Turismo e Sport.
Girolamo Gardini kam Anfang der 1950er-Jahre zu Ferrari und stieg rasch vom Vertriebsmitarbeiter zum kaufmännischen Direktor auf. Er war auch für den Vertrieb der Ferrari Straßenfahrzeuge verantwortlich. Ende des Jahres 1961 kam es zur sogenannten Palastrevolution bei Ferrari, die ihren Auslöser in einem Konflikt zwischen Laura, der Ehefrau von Enzo Ferrari und Gardini hatte. Laura Ferrari hatte sich immer öfter in die Angelegenheit der Rennmannschaft von Ferrari, der Scuderia eingemischt. Immer wieder stellte sie auch die Kompetenz der Renntechniker in Frage. Da diese Personen von der Ferrari SpA bezahlt wurden, stellte sich Gardini schützend vor seine Mitarbeiter. In der Folge eines heftigen Streits mit dem Ehepaar Ferrari wurde Gardini entlassen. Aus Solidarität mit ihrem Chef verließen auch Giotto Bizzarrini (Direktor der Prototypenentwicklung), Carlo Chiti (Ferraris Entwicklungschef), Fausto Galassi (der Chef der Gießerei), Enzo Selmi (Personaldirektor) und Romolo Tavoni (Rennleiter der Scuderia Ferrari) den Rennstall.
Diese sechs Personen gründeten im Februar 1962 die Automobili Turismo e Sport. Gardini verließ ATS am Ende des Jahres jedoch wieder und war danach viele Jahre als Berater italienischer Automobilunternehmen tätig.